# Linards Reiziņš
Linards Reiziņš   (Riga, 14 de gener de 1924 - Riga, 31 de març de 1991) va ser un matemàtic letó de l'època soviètica.

## Vida i obra
Reiziņš, fill d'una família de mestres, va ser escolaritzat a la seva vila natal de Riga. El juliol de 1941, quan l'exèrcit nazi va ocupar Riga, ell estava en un campament d'estiu a Burtnieki i amb els seus companys, per evitar ser mobilitzats, van fugir per Valmiera cap a Estònia. Va ser arrestat prop de Paide i empresonat a Riga fins que va ser alliberat la primavera del 1942. Poc després va passar els exàmens de secundària, però no va ingressar a la universitat de Letònia fins acabada la Segona Guerra Mundial. Es va graduar el 1948 i va continuar estudis de postgrau a la mateixa universitat sota la guia d'Arvids Lüsis.
Des de 1949 fins a 1959 va ser professor de secundària, però no va deixar els seus treballs de recerca en equacions diferencials que havia iniciat amb Lüsis. El 1959 es va incorpora com professor a la universitat de Letònia, en la qual va fer la seva carrera acadèmica. També va tenir càrrecs administratius i de recerca a l'Acadèmia de Ciències de Letònia.
Va ser un especialista en equacions diferencials i una bona part de les sves recerques van anar dirigides a conèixer les condicions per les quals dos sistemes d'equacions diferencials son dinàmicament equivalents. Va publicar més d'un centenar d'articles científics i dues monografies, la més notable de les quals va ser 'Локальная эквивалентность дифференциальных уравнений (Equivalència local d'equacions diferencials) (1971).